# Schmidtiana testaceicornis
Schmidtiana testaceicornis är en skalbaggsart som först beskrevs av Maurice Pic 1926.  Schmidtiana testaceicornis ingår i släktet Schmidtiana och familjen långhorningar. Inga underarter finns listade i Catalogue of Life.